# Громов, Алексей Николаевич
Алексей Николаевич Громов (15 августа 1911, Кукмарь, Вятская губерния — 28 июня 1987, Советский, Марийская АССР) — участник Великой Отечественной войны, младший лейтенант, Герой Советского Союза.

## Биография
Родился 15 августа 1911 года в деревне Нижняя Кукмарь Конганурской волости Уржумского уезда Вятской губернии в крестьянской семье. Мариец. После окончания семилетки работал в колхозе.
Призван в Красную Армию в декабре 1941 года.
Участник Великой Отечественной войны с января 1942 года. В 1943 году окончил курсы младших лейтенантов.
Командир взвода 1185-го стрелкового полка (356-я стрелковая дивизия, 61-я армия, Центральный фронт), младший лейтенант Громов А. Н. отличился при форсировании Днепра. 28 сентября 1943 года в районе с. Новосёлки (Репкинский р-н Черниговской области) взвод под командованием А. Н. Громова одним из первых достиг правого берега, вышел к реке Брагинка, переправился через неё и вступил в бой. Когда погиб командир роты, А. Н. Громов принял командование на себя. Наступая, рота оттеснила противника от реки. В ходе боя А. Н. Громов получил тяжёлые ранения, но продолжал командовать ротой.

Указом Президиума Верховного Совета СССР «О присвоении звания Героя Советского Союза генералам, офицерскому, сержантскому и рядовому составу Красной Армии» от 15 января 1944 года за «образцовое выполнение заданий командования по форсированию Днепра и проявленные при этом отвагу и героизм», младшему лейтенанту Громову Алексею Николаевичу присвоено звание Героя Советского Союза, с вручением ордена Ленина и медали «Золотая Звезда» (№ 3586).

Комиссован в 1944 году. Вернулся в родную деревню, работал председателем колхоза, затем — сельсовета.
Умер 28 июня 1987 года в п. Советский, Советский р-н Марийской АССР.
Похоронен на кладбище д. Шанер, Советского р-на Марийской АССР.

## Награды
- Медаль «Золотая Звезда».
- Орден Ленина.
- Орден Отечественной войны I степени.
- Медали, в том числе:
  - медаль «За победу над Германией в Великой Отечественной войне 1941—1945 гг.»;
  - юбилейная медаль «Двадцать лет Победы в Великой Отечественной войне 1941—1945 гг.»;
  - юбилейная медаль «Тридцать лет Победы в Великой Отечественной войне 1941—1945 гг.»;
  - юбилейная медаль «Сорок лет Победы в Великой Отечественной войне 1941—1945 гг.»;
  - медаль «За доблестный труд в Великой Отечественной войне 1941—1945 гг.».

## Память
- Мемориальная доска в память о Громове установлена Российским военно-историческим обществом на здании Кукмаринской средней школы Советского района, где он учился.
- Бюст Героя установлен в селе Новый Торъял.
- Именем Героя названа улица в пгт Советский.